# Carimbó

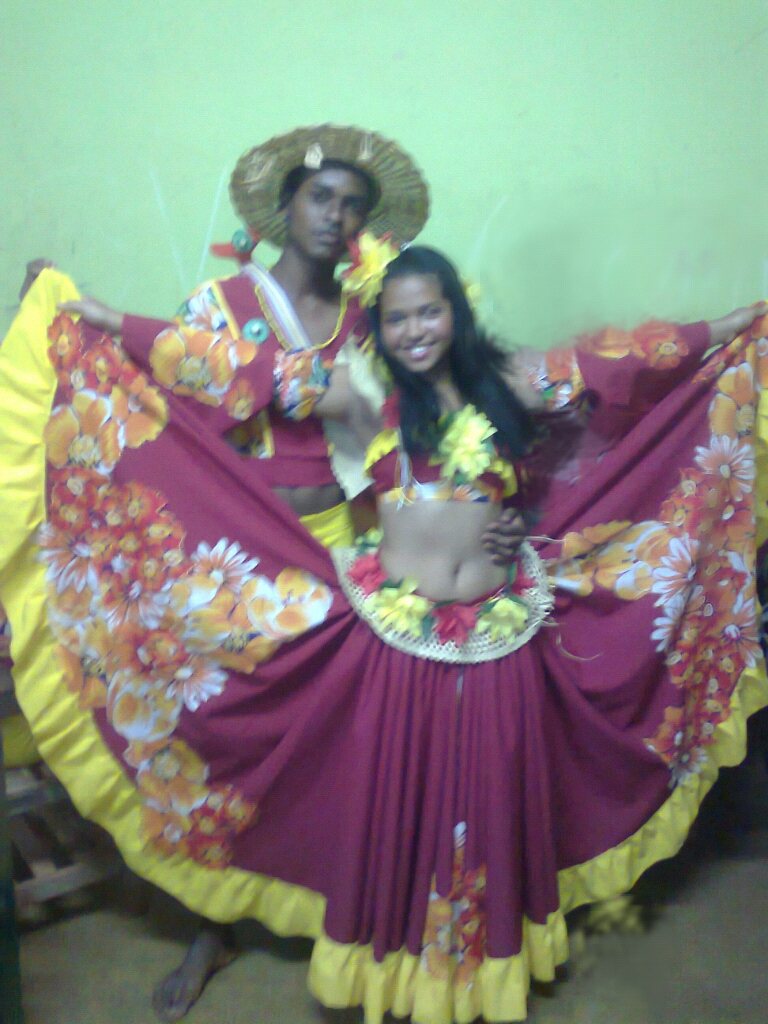
Carimbó-Tänzer

Carimbó ist ein folkloristischer Musikstil und Tanz aus dem Norden Brasiliens. Er ist hauptsächlich im Bundesstaat Pará und benachbarten Regionen zu finden.
Der Name Carimbó stammt von einer gleichnamigen langen Trommel, die aus einem ausgehöhlten Baumstamm gebaut wurde und auf einer Seite mit einem Fell bespannt ist.
Stilistisch gesehen vermischen sich im Carimbó afrikanische, indianische und portugiesische Elemente.
Das traditionelle Instrumentarium besteht neben dem Sänger meist aus einer großen Trommel, Chocalho, Reco-reco, Pandeiro, einer Gitarre als Harmonieinstrument sowie einem Blasinstrument wie der Flöte. Heutzutage wird der Carimbó oft in der Besetzung moderner Pop-Gruppen mit verstärkten Instrumenten sowie komplettem Bläsersatz gespielt.
Aus tänzerischer Sicht werden beim Carimbó drei verschiedene Stile unterschieden:
- Praiana, zu finden in der Zona Atlântica do Pará
- Pastoril, in Soure und Marajó
- Rural, in der Region Baixo Amazonas.

Einer der bekanntesten musikalischen Vertreter des Carimbó in Brasilien ist Pinduca, der auch als König des Carimbó bezeichnet wird.